# Michael Eilberg
Michael George Eilberg (6 de octubre de 1986) es un jinete británico que compite en la modalidad de doma.
Ganó una medalla de plata en el Campeonato Mundial de Doma de 2018 y dos medallas en el Campeonato Europeo de Doma, plata en años 2015 y bronce en 2013.

## Palmarés internacional
| Campeonato Mundial | Campeonato Mundial   | Campeonato Mundial | Campeonato Mundial |
| Año                | Lugar                | Medalla            | Categoría          |
| ------------------ | -------------------- | ------------------ | ------------------ |
| 2014               | Caen (Francia)       | Medalla de plata   | Por equipos        |
| Campeonato Europeo |                      |                    |                    |
| Año                | Lugar                | Medalla            | Categoría          |
| 2013               | Herning (Dinamarca)  | Medalla de bronce  | Por equipos        |
| 2015               | Aquisgrán (Alemania) | Medalla de plata   | Por equipos        |